# Randee Heller
Randee Heller est une actrice américaine née à Brooklyn, New York (États-Unis) en 1947.

## Filmographie

### Cinéma

#### Court métrage
- 2009 : Coma : mère de Doug (voix)
- 2011 : Haunted with a View

#### Long métrage
- 1979 : Fast Break de Jack Smight : Jan
- 1984 : Karaté Kid (The Karate Kid) de John G. Avildsen : Lucille Larusso
- 1986 : The Ladies Club (en) de Janet Greek (en) (sous le nom de A.K. Allen) : Harriet
- 1989 : Karaté Kid 3 (The Karate Kid, Part III) de John G. Avildsen : Lucille
- 1993 : The Baby Doll Murders de Paul Leder : Mme Maglia
- 1996 : Frame-Up II: The Cover-Up de Paul Leder : Ruth
- 1997 : Question de confiance (Matter of Trust) de Joey Travolta : Stoddard
- 1998 : Bulworth de Warren Beatty : Mme Tannenbaum
- 2005 : Sa mère ou moi ! (Monster-in-Law) de Robert Luketic : propriétaire de chien à Beverly Hills
- 2005 : Better Days de Raul Inglis (sous le nom de Raul Sanchez Inglis) : Harriet Winners
- 2005 : Crazylove d'Ellie Kanner : Principal Gail

### Télévision

#### Téléfilm
- 1977 : Husbands and Wives de Bill Persky : Rita Bell
- 1979 : Ton nom est Jonah (And Your Name Is Jonah) de Richard Michaels : Connie
- 1979 : Can You Hear the Laughter? The Story of Freddie Prinze : Carol
- 1985 : Obsessed with a Married Woman : Rita
- 1987 : The Last Fling : Mimi
- 1991 : Une autre vie (Changes) : Carol Kellerman

#### Série télévisée
- 1978 : Husbands, Wives & Lovers (10 épisodes) : Rita DeLatorre
- 1979 : Soap (9 épisodes) : Alice
- 1979 : 240-Robert (saison 1, épisode 03 : Bathysphere) : Joan Laurent
- 1979 : Supertrain (saison 1, épisode 04 : Superstar) : Tammie Tyler
- 1980 : Number 96 : Marion Quintzel
- 1982 : Today's F.B.I. (saison 1, épisode 10 : A Woman's Story)
- 1983 : Amanda's (saison 1, épisode 09 : Last of the Red Hot Brothers) : Barbara Mehrin
- 1980 : The White Shadow (saison 2, épisode 17 : The Stripper) : Susan
- 1981 : Quincy (Quincy, M.E.) (saison 7, épisode 05 : D.U.I.) : Iris
- 1984 : Mama Malone (en) (13 épisodes) : Connie Malone Karamakopoulos
- 1984 - 1985 : Tribunal de nuit : 
  - (saison 2, épisode 01 : The Nun) : Anita Fries
  - (saison 3, épisode 11 : Walk Away, Renee) : Renee
- 1984 : Oh Madeline (saison 1, épisode 16 : Ladies' Night Out)
- 1985 : Rick Hunter (Hunter) (saison 2, épisode 05 : Le tueur masqué) : Peg Sullivan
- 1985 - 1986 : Fame : Peggy Persky
  - (saison 5, épisode 01 : Leroy cherche sa voie)
  - (saison 5, épisode 08 : Je voudrais être star)
  - (saison 5, épisode 10 : Le Choix)
- 1986 : Better Days (11 épisodes) : Harriet Winners
- 1987 - 1988 : Second Chance (21 épisodes) : Helen Russell
- 1987 : The Bronx Zoo : Jeannie
  - (saison 1, épisode 04 : Conspicuous by Their Abstinence)
  - (saison 1, épisode 07 : The Power of a Lie)
- 1989 - 1990 : Madame est servie (Who's the Boss?) : Carol
  - (saison 6, épisode 09 : Sexe, mensonges et club de gym)
  - (saison 6, épisode 19 : L’Équipe de volley ball)
- 1989 : Alf (saison 3, épisode 23 : Quelqu’un a vu ma mère ?) : Elaine Ochmonek
- 1990 : WIOU (saison 1, épisode 03 : The Inquisition) : Janet Harper
- 1990 : The Fanelli Boys (saison 1, épisode 06 : Take My Ex-Wife, Please) : Viva Fontaine
- 1990 : His and Hers (en) (saison 1, épisode 01 : Pilot) : Lynn
- 1990 : Jack Killian, l'homme au micro (Midnight Caller) : Katie McGill
  - (saison 2, épisode 15 : Une fraction de seconde - 1re partie)
  - (saison 2, épisode 16 : Une fraction de seconde - 2e partie)
- 1990 : Major Dad (saison 1, épisode 15 : That Connell Woman) : Lt. Colonel Maggie Connell
- 1991 : Arabesque (saison 8, épisode 05 : Les Temps modernes) : Lt. Cynthia Devereaux
- 1991 : Pacific Station (saison 1, épisode 04 : Love and Death) : Charlotte
- 1993 : Melrose Place (saison 2, épisode 02 : Échec à l'agresseur) : Police Detective Altman
- 1993 : Camp Wilder (saison 1, épisode 15 : Bringing Up Brody) : Mom
- 1994 : Urgences (ER) (saison 1, épisode 11 : Le Cadeau) : Woman
- 1994 : New York Café (saison 3, épisode 05 : A New York Yankee in Queen Dana's Court) : Marjorie
- 1994 : The Mommies (en) (saison 1, épisode 19 : Valentine's Day) : Gary / Mary
- 1996 : La Vie de famille (Family Matters) (saison 8, épisode 12 : Le Juré clairvoyant) : Juge Jennifer Mooney
- 1996 : High Incident (saison 2, épisode 05 : The Godfather)
- 1997 : Fired Up : Tina
  - (saison 2, épisode 09 : Honey, I Shrunk the Turkey)
  - (saison 2, épisode 10 : Ten Grand a Dance)
  - (saison 2, épisode 19 : Domestic Bliss)
- 1997 : Coach (saison 9, épisode 20 : The Neighbor Hood) : Kathi
- 1997 : Crisis Center (saison 1, épisode 01 : The Center) : mère de Grocer
- 1997 : À la une (saison 1, épisode 14 : Life Without Mikey) : femme
- 1999 : Chicago Hope: La Vie à tout prix (Chicago Hope) (saison 6, épisode 02 : Un cœur pour deux) : Pam Miller
- 1999 : Clueless (saison 3, épisode 18 : Délit de non-résidence) : Juge Geyser
- 2000 : Associées pour la loi (Family Law) (saison 1, épisode 18 : Nécessité) : Jessica Bronson
- 2001 : Popular : Judy Julian
  - (saison 2, épisode 12 : L'Étrange possession d'Harrison John)
  - (saison 2, épisode 15 : La Mère)
- 2001 : Jack and Jill (saison 2, épisode 06 : Sous pression) : Mme Weyman
- 2001 - 2005 : Amy (Judging Amy) : 
  - (saison 3, épisode 04 : La Bonne Décision) : Mme Pankow (non créditée)
  - (saison 4, épisode 10 : Mentir est un vilain défaut) : Mme Madsen (non créditée)
  - (saison 5, épisode 08 : Un nouveau départ) : avocat de Paige Lange
  - (saison 6, épisode 13 : Un impossible rêve) : Evelyn Pankow
- 2002 : Felicity (saison 4, épisode 21 : Flashback) : Psychiatre
- 2003 : Less Than Perfect (saison 2, épisode 03 : It Takes a Pillage) : Mme Ross
- 2004 : Clubhouse (saison 1, épisode 04 : Trade Talks) : Interviewer
- 2004 : Division d'élite (The Division) (saison 4, épisode 20 : Complots de famille) : mandataire de Paul
- 2004 : The Stones (en) (saison 1, épisode 03 : The Lawyer Trap) : Lila
- 2004 : Drake et Josh (Drake & Josh) (saison 1, épisode 06 : Rock et basket) : Grammy
- 2005 : Preuve à l'appui (Crossing Jordan) (saison 4, épisode 14 : L'Ange de la mort) : Julie Harvey
- 2006 : Nip/Tuck (saison 4, épisode 05 : Les Nouveaux Riches) : Saleswoman
- 2009 : Hawthorne : Infirmière en chef (Hawthorne) (saison 1, épisode 09 : L’Épée de Damoclès) : Shirley Riddle
- 2009 : Brothers and Sisters (saison 3, épisode 24 : Tous à Mexico) : Karin
- 2010 : Grey's Anatomy (saison 7, épisode 05 : Comme des grands) : Joanne
- 2010 : Mad Men (6 épisodes) : Miss Blankenship
- 2011 : Generator Rex (saison 3, épisode 03 : Phantom of the Soap Opera) : voix additionnelles
- 2011 : Prime Suspect (saison 1, épisode 07 : Une vie trop courte) : Mme Minoff
- 2011 : Desperate Housewives (saison 8, épisode 05 : Un rôle à jouer) : Karen
- 2011 : US Marshals : Protection de témoins (In Plain Sight) : Dora Alpert
  - (saison 4, épisode 01 : L'Art du changement)
  - (saison 4, épisode 04 : Une vie de mensonges)
  - (saison 4, épisode 13 : Procès à risque)
- 2011 : Honey and Joy : Dottie
- 2012 : Mentalist (saison 5, épisode 08 : La Cavale) : Marta Roman
- 2013 : Modern Family (saison 5, épisode 08 : Des squelettes dans le placard) : Rita
- 2013 : Wilfred (saison 3, épisode 12 : Heroism) : Margot

- 2013 : Dr Emily Owens (Emily Owens, M.D.) (saison 1, épisode 13 : Le Grand Saut) : Maggie
- 2018 - 2025 : Cobra Kai
  - (saison 1, épisode 08 : Mue) : Lucille Larusso
  - (saison 2, épisode 08 : Gloire de l'amour) : Lucille Larusso
  - (saison 4)
  - (saison 6, épisode 15 : L'ancien roi des tarés) : Lucille Larusso